# Les Gerbovetskiy
Les Gerbovetskiy är en skog i Moldavien. Den ligger i den centrala delen av landet.